# Mistrzostwa Świata Juniorów w Bobslejach 2019
Mistrzostwa Świata Juniorów w Bobslejach 2019 – zawody o tytuł mistrza świata juniorów w bobslejach odbyły się w dniach 2 – 3 lutego 2019 roku w niemieckim Königssee. Na mistrzostwach rozegrane zostały trzy konkurencje: dwójka kobiet, dwójka mężczyzn oraz czwórka mężczyzn.

## Wyniki

### Dwójka kobiet
| Pozycja | Zawodniczki                         | Państwo    | Ślizg 1 | Ślizg 2 | Wynik   | Strata |
| ------- | ----------------------------------- | ---------- | ------- | ------- | ------- | ------ |
| 1.      | Katrin Beierl Jennifer Onasanya     | Austria    | 51.05   | 51.19   | 1:42.24 |        |
| 2.      | Andreea Grecu Teodora Andreea Vlad  | Rumunia    | 51.06   | 51.19   | 1:42.25 | +0.01  |
| 3.      | Kim Kalicki Kira Lipperheide        | Niemcy     | 51.14   | 51.34   | 1:42.48 | +0.24  |
| 4.      | Laura Nolte Deborah Levi            | Niemcy     | 51.30   | 51.20   | 1:42.50 | +0.26  |
| 5.      | Ying Qing Tan Yinghui               | Chiny      | 51.34   | 51.46   | 1:42.80 | +0.56  |
| 6.      | Alena Osipienko Anna Parfenowa      | Rosja      | 51.58   | 51.74   | 1:43.32 | +1.08  |
| 6.      | Huai Mingming Lu Chunyang           | Chiny      | 51.55   | 51.77   | 1:43.32 | +1.08  |
| 8.      | Eveline Rebsamen Rahel Rebsamen     | Szwajcaria | 51.85   | 51.64   | 1:43.49 | +1.25  |
| 9.      | Lubow Czernych Julia Biełomiestnych | Rosja      | 51.79   | 51.89   | 1:43.68 | +1.44  |
| 10.     | Anne Lobenstein Lisa Sophie Gericke | Niemcy     | 52.19   | 52.25   | 1:44.44 | +2.20  |

### Dwójka mężczyzn
| Pozycja | Zawodnicy                                     | Państwo    | Ślizg 1 | Ślizg 2 | Wynik   | Strata |
| ------- | --------------------------------------------- | ---------- | ------- | ------- | ------- | ------ |
| 1.      | Richard Oelsner Issam Ammour                  | Niemcy     | 49.87   | 49.84   | 1:39.71 |        |
| 2.      | Markus Treichl Kilian Walch                   | Austria    | 49.89   | 49.87   | 1:39.76 | +0.05  |
| 3.      | Rostisław Gajtiukiewicz Aleksiej Zajcew       | Rosja      | 49.83   | 50.00   | 1:39.83 | +0.12  |
| 4.      | Dennis Pihale Lukas Frytz                     | Niemcy     | 49.85   | 50.00   | 1:39.85 | +0.14  |
| 5.      | Jonas Jannusch Benedikt Hertel                | Niemcy     | 49.95   | 50.01   | 1:39.96 | +0.25  |
| 6.      | Bennet Buchmüller Henrik Bosse                | Niemcy     | 50.00   | 50.01   | 1:40.01 | +0.30  |
| 7.      | Michael Vogt Sandro Michel                    | Szwajcaria | 50.01   | 50.16   | 1:40.17 | +0.46  |
| 8.      | Mihai Cristian Tentea Ciprian Nicolae Daroczi | Rumunia    | 50.15   | 50.07   | 1:40.22 | +0.51  |
| 9.      | Cedric Follador Benedikt Nikpalj              | Szwajcaria | 50.17   | 50.21   | 1:40.38 | +0.67  |
| 10.     | Hans Peter Hannighofer Christian Ebert        | Niemcy     | 50.18   | 50.25   | 1:40.43 | +0.72  |
|         |                                               |            |         |         |         |        |
| 26.     | Jakub Stano Hubert Olczyk                     | Polska     | 50.87   | NQ      | 50.87   | -      |

### Czwórka mężczyzn
| Pozycja | Zawodnicy                                                              | Państwo    | Ślizg 1 | Ślizg 2 | Wynik   | Strata |
| ------- | ---------------------------------------------------------------------- | ---------- | ------- | ------- | ------- | ------ |
| 1.      | Richard Oelsner Costa Laurenz Issam Ammour Eric Strauss                | Niemcy     | 49.13   | 49.23   | 1:38.36 |        |
| 2.      | Markus Treichl Sebastian Mitterer Kristian Huber Kilian Walch          | Austria    | 49.26   | 49.39   | 1:38.65 | +0.29  |
| 3.      | Michael Vogt Silvio Weber Sandro Michel Alain Knuser                   | Szwajcaria | 49.21   | 49.45   | 1:38.66 | +0.30  |
| 4.      | Iwan Linjuczew Aleksiej Zajcew Andriej Kazancew Władisław Żarowcew     | Rosja      | 49.35   | 49.39   | 1:38.74 | +0.38  |
| 5.      | Bennet Buchmüller Bastian Heber Erec Maximilian Bruckert Nils Dabrunst | Niemcy     | 49.38   | 49.41   | 1:38.79 | +0.43  |
| 6.      | Dennis Pihale Niklas Scherer Henrik Bosse Lukas Frytz                  | Niemcy     | 49.40   | 49.54   | 1:38.94 | +0.58  |
| 7.      | Jonas Jannusch Benedikt Hertel Christian Ebert Christian Röder         | Niemcy     | 49.53   | 49.49   | 1:39.02 | +0.66  |
| 8.      | Dmitrij Popow Iwan Tarasow Dmitrij Zachrjapin Siergiej Sysojew         | Rosja      | 49.45   | 49.66   | 1:39.11 | +0.75  |
| 9.      | Patrick Baumgartner Lorenzo Bilotti Alex Verginer Mattia Variola       | Włochy     | 49.45   | 49.68   | 1:39.13 | +0.77  |
| 10.     | Shao Yijun Ma Yuanyuan Shi Hao Wang Jiaqi                              | Chiny      | 49.62   | 49.54   | 1:39.16 | +0.80  |
|         |                                                                        |            |         |         |         |        |
| 19.     | Jakub Stano Adrian Kamiński Hubert Olczyk Jakub Zakrzewski             | Polska     | 50.09   | 50.08   | 1:40.17 | +1.81  |